# Eugenia horizontalis
Eugenia horizontalis är en myrtenväxtart som beskrevs av Jean Armand Isidore Pancher, Adolphe-Théodore Brongniart och Jean Antoine Arthur Gris. Eugenia horizontalis ingår i släktet Eugenia och familjen myrtenväxter. IUCN kategoriserar arten globalt som sårbar.
Artens utbredningsområde är Nya Kaledonien. Inga underarter finns listade i Catalogue of Life.